# Megasoma occidentalis
Megasoma occidentalis Bolívar y Pieltain, Jiménez-Asúa & Martínez, 1963 è un coleottero scarabeide della sottofamiglia Dynastinae endemico del Messico.

## Descrizione

### Adulto
È di dimensioni leggermente inferiori rispetto al più noto Megasoma elephas, infatti le dimensioni sono da 60 a 100 mm nei maschi e da 55 a 65 mm nelle femmine. Il dimorfismo sessuale è evidente con i maschi che presentano un vistoso corno cefalico, mentre le femmine ne sono sprovviste. Questi scarabei sono interamente coperti da una corta peluria marrone chiaro e le zampe anteriori sono molto sviluppate, in linea con le caratteristiche del genere Megasoma.

### Larva
Le larve sono della classica forma a "C" e, come tutte le larve dei dinastini si nutrono del materiale organico morto. Sono di grandi dimensioni e, se disturbate, possono sferrare morsi molto dolorosi grazie alle loro possenti mandibole. Lo stadio larvale dura circa 2 anni.

## Biologia
Sono di abitudini prettamente notturne e sono facilmente attratti dalle luci artificiali. Il periodo di apparizione comprende tutto l'anno grazie alla elevata temperatura tipica delle zone in cui vive. Quindi gli adulti di questa specie si nutrono di linfa delle piante.

## Distribuzione e habitat
Megasoma occidentalis è un endemismo del Messico.